# Андоновски, Венко
Венко Андоновски (макед. Венко Андоновски; род. 30 мая 1964, Куманово, Югославия) — югославский и северомакедонский писатель, драматург, поэт, эссеист, критик и теоретик литературы. Является одним из самых популярных северомакедонских авторов начала XXI века.
Наибольшую известность имеет написанный им роман «Пуп земли» (2011 год), признанный лучшим романом среди балканских авторов 2011 года и переведённый на большое количество иностранных языков.

## Биография
В шестнадцать лет начал работать журналистом в студенческой газете. В 1990 году вошел в состав Ассоциации македонских писателей. Является членом македонского ПЕН-клуба. Преподает лингвистику в Университете Скопье.
Имеет ряд ученых степеней, среди которых: Бакалавр сравнительной лингвистики (Университет Скопье), Магистр хорватской литературы (Университет Загреба), Доктор теории литературы (Университет Скопье). Доктор филологических наук.

### Поэзия
- Нежното срце на варварот (1986) (Нежное сердце Варвара),

### Рассказы
- Квартот на лиричарите (1989) (Rвартал Лирических поэтов),
- Фрески и гротески (1993) (Фрески и гротески),

### Романы
- Азбука за непослушните (1994) (Азбука для непослушных, 2016),
- Папокот на светот (2000) (Пуп земли, 2011),
- Вештица (2006) (Ведьма),

### Пьесы
- Адска машина (1993) (Адская машина),
- Бунт во домот за старци (1994) (Бунт в отставке),
- Словенскиот ковчег (1998),
- Црни куклички (2000) (Черная тележка),
- Кандид во земјата на чудата (2001) (Кандид в стране чудес),
- Кинегонда во Карлаленд (2006),
- Граница (2008) (Граница),
- Светица на темнината (2010) (Свет тьмы),
- Олово на перница (2010) (Свинец в подушке)